# Први потпредседник Владе Републике Србије
Први потпредседник Владе Републике Србије, жаргонски Пе-Пе-Ве, члан је Владе Републике Србије.
Садашњи први потпредседник Владе је Синиша Мали од 2. маја 2024, који је у исто време и министар финансија Републике Србије.

## Положај првог потпредседника Владе као члана Владе
Председник Владе одређује једног потпредседника Владе за првог потпредседника Владе — заменика председника Владе, који га замењује за време одсутности или спречености са свим овлашћењима председника Владе, изузев овлашћења на предлагање избора или разрешења члана Владе. Први потпредседник Владе — заменик председника Владе помаже председнику Владе у вођењу и усмеравању Владе, старању о јединству политичког деловања Владе и усклађивању рада чланова Владе.
У свему осталом на положај првог потпредседника Владе — заменика председника Владе сходно се односи делокруг као и на остале потпредседнике Владе.

## Списак првих потпредседника Владе
| Фотографија                                                           | Фотографија | Име и презиме (Рођен-Умро)    | Странка | Мандат            | Мандат            | Дужност                                        | Премијер (Кабинет)         |
| --------------------------------------------------------------------- | ----------- | ----------------------------- | ------- | ----------------- | ----------------- | ---------------------------------------------- | -------------------------- |
| Први потпредседник Владе - заменик председника Владе Републике Србије |             |                               |         |                   |                   |                                                |                            |
|                                                                       |             | Ивица Дачић (рођен 1966)      | СПС     | 7. јул 2008.      | 27. јул 2012.     | Министар унутрашњих послова                    | Цветковић (I)              |
| Први потпредседник Владе Републике Србије                             |             |                               |         |                   |                   |                                                |                            |
|                                                                       |             | Александар Вучић (рођен 1970) | СНС     | 27. јул 2012.     | 27. април 2014.   | Министар одбране (све до 2. септембра 2013.)   | Дачић (I)                  |
|                                                                       |             | Ивица Дачић (рођен 1966)      | СПС     | 27. април 2014.   | 22. октобар 2020. | Министар спољних послова                       | Вучић (I • II) Брнабић (I) |
|                                                                       |             | Бранко Ружић (рођен 1975)     | СПС     | 22. октобар 2020. | 26. октобар 2022. | Министар просвете, науке и технолошког развоја | Брнабић (II)               |
|                                                                       |             | Ивица Дачић (рођен 1966)      | СПС     | 26. октобар 2022. | 2. мај 2024.      | Министар спољних послова                       | Брнабић (III)              |
|                                                                       |             | Синиша Мали (рођен 1972)      | СНС     | 2. мај 2024.      | Тренутно          | Министар финансија                             | Вучевић                    |